# Orange Herald

Boule de feu Orange Herald et champignon atomique ultérieur, bobine de film capturée à partir d'un avion en fuite.

Orange Herald est une bombe nucléaire britannique, testée le 31 mai 1957. À l'époque, elle est présentée comme une bombe H, bien qu'il s'agisse en fait d'une bombe à fission dopée de grande taille, qui reste à ce jour l'engin à fission le plus puissant à avoir jamais explosé.

## Conception technique
Orange Herald est une arme nucléaire britannique à fission renforcée par fusion (appelée core-boosted device, « dispositif à noyau renforcé », par les Britanniques). Elle comprend un noyau d'uranium 235 (U-235) contenant une petite quantité de deutéride de lithium (LiD),. Orange Herald peut être montée sur missile, utilisant 117 kg d'U-235. Cependant, la production annuelle britannique d'U-235 n'est que de 120 kg à cette époque, ce qui aurait rendu de telles armes rares et très coûteuses.
Deux versions sont conçues : Orange Herald Large, d'un diamètre total de 39 pouces (1,0 m) et Orange Herald Small, d'un diamètre total de 30 pouces (0,75 m). La différence entre les deux réside dans la taille des explosifs puissants ; les noyaux fissiles sont similaires. Orange Herald Small est destiné à servir d'ogive pour un missile balistique. Orange Herald Large est conçu pour maximiser la puissance de l'explosion et atteindre une valeur se chiffrant en mégatonnes. Cependant, en raison de sa taille, il ne convient pas comme ogive pour le missile balistique et constitue plutôt une « assurance » qui peut être utilisée si d'autres dispositifs ne parviennent pas à atteindre le rendement souhaité.
La version Orange Herald Small est testée une fois, atteignant 720 kilotonnes de puissance explosive le 31 mai 1957, lors des essais de l'opération Grapple 2 sur l'île Malden dans le Pacifique. Orange Herald reste le plus gros appareil à fission jamais testé.
L’augmentation de la fusion ne serait pas parvenue pas à améliorer le rendement. Une arme américaine à compression plus élevée mais comportant un noyau plus petit, la bombe Mark 18 Super Oralloy, a un rendement de 500 kilotonnes à partir d'un noyau contenant un peu plus de 60 kilogrammes d'uranium hautement enrichi, ce qui équivaut à environ 8 kilotonnes par kilogramme d'uranium, soit environ l'efficacité de rendement de fission maximale pratique de 50 %[réf. nécessaire] pour les armes à fission dopées. Même avec moins de compression, le noyau de 117 kg (plus gros) d'uranium hautement enrichi, dans l'Orange Herald Small aurait dû avoir une efficacité à peu près similaire, mais le rendement observé de 720 kilotonnes n'équivaut qu'à un peu plus de 6 kilotonnes par kilogramme d'uranium.
Orange Herald est le premier engin nucléaire britannique à utiliser une source externe de neutrons.

## Historique

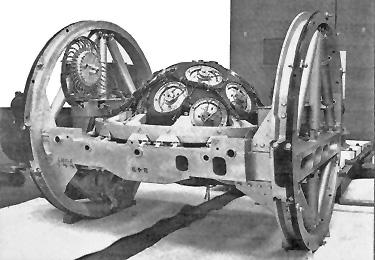
Le (petit) appareil Orange Herald, testé en 1957 avec une puissance explosive de 720 kilotonnes.

La Grande-Bretagne précipite le développement de ces armes qui atteignent des puissances de l'ordre des mégatonnes car, en 1955, les essais atmosphériques sont proches d'être interdits par un traité. En conséquence, le Royaume-Uni souhaite démontrer sa capacité à fabriquer des armes de cette taille en les testant avant que des interdictions légales ne soient mises en place. Selon un article du New Scientist, le Premier ministre d'alors, Harold Macmillan, espère également convaincre les États-Unis de modifier la loi sur l'énergie atomique de 1946, dite loi McMahon, qui interdit le partage d'informations stratégiques, même avec les Britanniques, en démontrant que le Royaume-Uni possède la technologie nécessaire pour fabriquer une arme thermonucléaire (bombe H). Il charge William Penney, un professeur britannique ayant travaillé pour le projet Manhattan, de développer cette bombe. En cela[pas clair], le test de l'Orange Herald est couronné de succès.
Selon certains[Qui ?], la grande quantité de tritium utilisée pour le projet Orange Herald serait une cause majeure de l'incendie de Windscale. Il était impopulaire auprès des scientifiques qui travaillaient sur le projet. C'est la thèse d'un documentaire de la BBC sur le thème de l'incendie, Windscale: Britain's Biggest Nuclear Disaster, qui fait témoigner l'un des travailleurs du programme nucléaire britannique, John Bryan Taylor, qui critique le projet : « Je pensais que l'Orange Herald était un dispositif stupide. Il n'était pas élégant, il ne pouvait pas être développé davantage, c'était une conception sans avenir. Et il a consommé une énorme quantité de matière fissile très coûteuse. » En réalité, la bombe ne contient qu'une petite quantité de matière thermonucléaire.